# Stéphane Suédile
Stéphane Suédile (Fort-de-France, 14 giugno 1983) è un ex calciatore francese martinicano, di ruolo difensore.

## Carriera

### Club
Ha cominciato a giocare nel Golden Star. Nel 2005 è passato all'Aiglon du Lamentin. Nel 2006 si è trasferito al Club Franciscain. Nel 2011 è tornato all'Aiglon du Lamentin. Nel 2012 è passato al Bélimois. Nel 2014 si è trasferito all'Aiglon du Lamentin. Nel 2015 viene acquistato dal Club Franciscain, con cui ha concluso la propria carriera nel 2018.

### Nazionale
Ha debuttato in Nazionale il 14 luglio 2003, in Stati Uniti-Martinica (2-0). Ha partecipato, con la Nazionale, alla CONCACAF Gold Cup 2003. Ha collezionato in totale, con la maglia della Nazionale, 30 presenze.

## Palmarès

### Club

#### Competizioni nazionali
- Campionato martinicano di calcio: 4

Club Franciscain: 2006-2007, 2008-2009, 2016-2017, 2017-2018
- Coppa della Martinica: 2

Club Franciscain: 2006-2007, 2007-2008